# Hemerobius fatidicus
Hemerobius fatidicus är en insektsart som först beskrevs av Carl von Linné 1758.  Hemerobius fatidicus ingår i släktet Hemerobius och familjen florsländor. Inga underarter finns listade i Catalogue of Life.